# 鄧應祈
鄧應祈（1557年—1590年），字永卿，號鼎石，四川成都府內江縣人，明朝政治人物。同進士出身。

## 生平
由學生中式萬曆十年（1582年）壬午科四川鄉試四名舉人，萬曆十四年（1586年）丙戌科会试第一百四十七名，第三甲第四十三名進士。都察院观政，本年六月授湖廣麻城縣知縣。十八年正月升吏部验封司主事，卒于官。

## 家族
曾祖鄧廷正，衛經歷；祖鄧伊，封河南衛輝府推官；父鄧林材，廣西新寧州知州；前母何氏（贈孺人）；何氏（封孺人）。具庆下。兄應期；應貞；應鸞（庠生），弟應鰲；應岷；應旌（俱庠生）；應夢；應素；應玄。